# Імовірність безвідмовної роботи
Імові́рність безвідмо́вної робо́ти (англ. probability of faultless work) — імовірність того, що протягом заданого наробітку (кількості відпрацьованих годин) відмова об'єкта не виникне.
Вона є одним з параметрів, що визначає безвідмовність об'єктв.
Оскільки безвідмовна робота і відмова є подіями неспільними і протилежними, то між їх імовірностями справедливе таке співвідношення
{\displaystyle Q(t)+P(t)=1,}
де {\displaystyle Q(t)} — імовірність відмови;
{\displaystyle P(t)} — імовірність безвідмовної роботи.

## Визначення
Показник імовірності безвідмовної роботи визначається статистичною оцінкою:
{\displaystyle P(t)={\frac {N_{0}-n(t)}{N_{0}}}=1-{\frac {n(t)}{N_{0}}}}
де {\displaystyle N_{0}} — початкова кількість роботоздатних об'єктів;
{\displaystyle n(t)} — число об'єктів, що відмовили за час {\displaystyle t}.

## Імовірність безвідмовної роботи групи об'єктів
Імовірність безвідмовної роботи групи об'єктів дорівнює добутку імовірностей безвідмовної роботи кожного об'єкта у цій групі:
{\displaystyle P(t)=P_{1}(t)\cdot P_{2}(t)\cdot ...\cdot P_{n}(t)=\prod _{k=1}^{n}P_{k}(t)}
де n — кількість об'єктів у групі.
Чим більшою є кількість об'єктів у групі, тим нижчою є надійність усієї групи, а отже і імовірність безвідмовної роботи. Так для випадку, коли
{\displaystyle P_{1}(t)=P_{2}(t)=...=P_{n}(t)},
можна записати
{\displaystyle P(t)=[P_{1}(t)]^{n}}.